# Џуно (Висконсин)
Џуно (енгл. Juneau) град је у америчкој савезној држави Висконсин.

## Демографија
По попису из 2010. године број становника је 2.814, што је 329 (13,2%) становника више него 2000. године.
| Група             | 2000.         | 2010.         |
| Белци             | 2.403 (96,7%) | 2.383 (84,7%) |
| Афроамериканци    | 8 (0,3%)      | 102 (3,6%)    |
| Азијати           | 0 (0,0%)      | 24 (0,9%)     |
| Хиспаноамериканци | 63 (2,5%)     | 285 (10,1%)   |
| Укупно            | 2.485         | 2.814         |